# Banco Multiplic
O Banco Multiplic foi um entidade bancária com sede no Rio de Janeiro voltada para a área de investimentos de propriedade de Antônio José Carneiro e Ronaldo Cezar Coelho. Em 1997, o banco foi incorporado pelo Lloyds Bank.